# Ava Addams
Pour les articles homonymes, voir Addams.
Ava Addams, née le 16 septembre 1979, est une actrice de films pornographiques franco-américaine.

## Biographie
Ava Addams nait à Gibraltar le 16 septembre 1979 de parents l'un français, l'autre italien. Elle arrive aux États-Unis à l'âge de 4 ans et grandit à Houston, Texas. Mis à part ses parents, le reste de sa famille réside en France et elle n'exclut pas la possibilité d'y retourner. Elle parle couramment le français et l'anglais.
Addams a bénéficié d'une chirurgie esthétique des seins et du visage.

## Carrière
Elle entre dans l'industrie des films pour adultes en 2008, introduite dans le milieu par l'actrice Renna Ryann. Elle interprète des scènes en solos ou lesbiennes voire de sodomie pour Reality Kings ou Bang Bros.  Les acteurs avec qui elle aime tourner sont entre autres Manuel Ferrara, James Deen ou Johnny Sins.
Elle réalise des performances pour CamSoda.com.
Elle est catégorisée parmi les MILF.
Selon une étude de l'AEBN (Adult Entertainment Broadcast Network), Ava Addams est le sujet pour adultes le plus recherché sur le net en 2019 en Allemagne.

## Distinctions
Nominations
- 2012 AVN Award - MILF/Cougar Performer of the Year
- 2013 AVN Award - Best Group Sex Scene - Big Tits at Work 14 (avec Vanilla DeVille, Francesca Le, Veronica Avluv & Keiran Lee)
- 2013 AVN Award - MILF/Cougar Performer of the Year
- 2013  AVN AWARD MILF Performer of the Year
- 2014  AVN AWARD The most prude woman in univers.

## Filmographie sélective
On dénombre 586 vidéos à son actif en 2020 dont :
- 2008 : Big Tits Boss 4
- 2009 : Women Seeking Women 54
- 2009 : Women Seeking Women 55
- 2010 : MILF Next Door 14
- 2011 : Big Wet Asses 19''
- 2012 : Lesbian Hookups
- 2013 : I am Kirsten Price
- 2014 : Couples Seeking Teens 14
- 2014 : Lesbian Adventures: Older Women, Younger Girls 6
- 2015 : I Like Girls
- 2016 : Anal Gapers Club
- 2017 : Girls Only
- 2018 : MILF Private Fantasies 3
- 2018 : True Anal Nymphos